# Валери Френч
Валери Френч (на английски: Valerie French) е английска актриса. 

## Биография
Родена е на 11 март 1928 година в Лондон, Великобритания, прекарва ранното си детство в Испания, но се завръща във Великобритания, за да стане студентка в Малвърнския колеж за момичета. След като се дипломира, тя се присъединява към драматичния отдел на Би Би Си. Работи в телевизията преди да реши да стане актриса, като се присъединява към театралната кралска репертоарна компания в Уиндзор в Беркшир, Англия. 

### Кариера
Първата ѝ поява в киното е във второстепенна роля в италианския филм „Мадалена“ от 1954 г. След роля в британския филм „Постоянният съпруг“ (1955), тя се премества в Холивуд. 
Най-запомнените ѝ се роли през този период са в уестърни като „Джубал“ през 1956 г. партнира с Глен Форд и „Решение в Съндаун“ през 1957 г., партнира с Рандолф Скот. Тя се появява и във филма за научна фантастика „27-ият ден“ (1957).
Френският се завръща в театъра през 1960-те години. Тя участва в постановка на Бродуей по пиесата на Джон Озбърн „Недопустими доказателства“ през 1965 г., а също така участва в „Help Stamp Out Marriage!“ през 1966 г. Тя предизвиква лек фурор, като се появява гола на сцената в „Майката любовник“, в театър „Бут“ през 1969 г., макар че само гърбът ѝ се вижда от публиката. 

### Личен живот
Френч се омъжва два пъти. През 1952 г., на 24-годишна възраст, тя се омъжва за първия си съпруг, драматурга Майкъл Пъртуи, който по това време е на 36 години. Те се развеждат седем години по-късно, през 1959 г., когато е на 31, а той на 42. 
През 1970 г., на 42-годишна възраст Френч се омъжва за втория си съпруг актьора Тайер Дейвид. Те се развеждат пет години по-късно през 1975 г., когато тя е на 47 г. По-късно се събират и планират да се оженят повторно, но неуспяват поради смъртта му през 1978 г. на 51-годишна възраст, когато тя е на 50 години. 

### Смърт
Валери Френч почива от левкемия в Ню Йорк през 1990 г., на възраст 62 години. Някои източници твърдят, че тя е родена през 1932 г.  и е била на 59, когато е починала. 

## Избрана филмография
| Година | Филм              | Оригинално заглавие | Роля        | Режисьор     |
| ------ | ----------------- | ------------------- | ----------- | ------------ |
| 1951   | Джубал            | Jubal               | Мей Хорган  | Делмар Дейвс |
| 1957   | Решение в Съндаун | Decision at Sundown | Руби Джеймс | Бъд Бетикър  |